# Juan de Ayolas
Juan de Ayolas (... – Paraguay, 1537 circa) è stato un esploratore e conquistador spagnolo che esplorò lo spartiacque del Río de la Plata per conto della Corona di Spagna.

## Biografia
Accompagnò Pedro de Mendoza durante la spedizione del 1534 volta alla colonizzazione della regione compresa tra il Rio de la Plata e lo stretto di Magellano, succedendogli brevemente come secondo governatore del territorio dopo che Mendoza tornò a casa nel 1537.
Cercando rifornimenti, risalì il fiume Paraná fondando un forte chiamato Corpus Christi, come Sebastiano Caboto prima di lui. Lasciando Domingo Martínez de Irala a Puerto la Candelaria (attuale Fuerte Olimpo), risalì il fiume Paraguay cercando un passaggio per il Perù. Combatté i Guaraní, attraversò il Chaco sulle Ande, recuperando un certo bottino, ma durante il ritorno fu ucciso con tutti i suoi compagni dai Payagua.

## Retaggio
La città di Ayolas, in Paraguay, e l'aeroporto Juan de Ayolas (IATA: AYO, ICAO: SGAY), prendono da lui il nome.